# Maulik Pancholy
Maulik Navin Pancholy (Dayton, 18 gennaio 1974) è un attore statunitense, attivo in campo teatrale, televisivo e cinematografico. È noto soprattutto per aver interpretato Jonathan nella serie 30 Rock, che gli è valso il Screen Actors Guild Award per il miglior cast in una serie commedia nel 2008.

## Biografia
Nato a Dayton, in Ohio, Pancholy è cresciuto in Ohio, Indiana, Texas e Florida. Ha studiato teatro alla Northwestern University e poi a Yale, laureandosi nel 2003.
Attivo in campo televisivo già dalla fine negli anni novanta, Pancholy si affermò nel 2006 quando fu scelto per interpretare Jonathan nella serie TV 30 Rock, in cui fu membro ricorettente del cast per le prime due stagioni e attore fisso per altre quattro stagioni. L'attore viene ricordato anche per aver interpretato il ruolo dircorrente di Sanjay Pater nella serie TV Weeds, oltre che ruoli minori in The Good Wife, The Good Fight e I Soprano.
Attivo anche in campo teatrale Pancholy ha recitato in diversi teatri dell'Off Broadway a partire dai primi anni 2000 e nel 2014 ha fatto il suo debutto a Broadway nella farsa di Terrence McNally It's Only a Play, in cui rimpiazzò Rupert Grint recitando insieme a un cast prestigioso che annoverava anche Nathan Lane, Stockard Channing e Matthew Broderick. Nel 2020 è tornato a Broadway con la pièce Grand Horizons.
Nel 2019 ha pubblicato il suo primo romanzo, The Best at It.

### Vita privata
Nato negli Stati Uniti da una famiglia indiana, Maulik Pancholy è dichiaratamente omosessuale dal 2013 e sposato con Ryan Corvaia dal 2014. Oltre all'inglese l'attore parla fluentemente anche spagnolo, hindi e gujarati.

## Filmografia parziale

### Cinema
- Hitch - Lui sì che capisce le donne (Hitch), regia di Andy Tennant (2005)
- Friends with Money, regia di Nicole Holofcener (2006)
- 27 volte in bianco (27 Dresses), regia di Anne Fletcher (2008)
- Love Ranch, regia di Taylor Hackford (2010)
- Come ammazzare il capo... e vivere felici (Horribles Bosses), regia di Seth Gordon (2011)

### Televisione
- USA High – serie TV, 1 episodio (1998)
- Malibu, CA – serie TV, 1 episodio (1998)
- Felicity – serie TV, 1 episodio (1998)
- Jack & Jill – serie TV, 2 episodi (1999-2000)
- Streghe (Charmed) – serie TV, 1 episodio (1999)
- In tribunale con Lynn (Family Law) – serie TV, 1 episodio (2000)
- Weeds – serie TV, 27 episodi (2005-2012)
- The Comeback – serie TV, 3 episodi (2005)
- Law & Order: Criminal Intent – serie TV, 2 episodi (2005-2007)
- 30 Rock – serie TV, 63 episodi (2006-2013)
- I Soprano (The Sopranos) – serie TV, 1 episodio (2007)
- Web Therapy – serie TV, 1 episodio (2011)
- Whitney – serie TV, 22 episodi (2011-2012)
- The Good Wife – serie TV, 1 episodio (2014)
- Star Trek: Discovery – serie TV, 1 episodio (2017)
- Compagni di università (Friends from College) – serie TV, 1 episodio (2017)
- Elementary – serie TV, 1 episodio (2018)
- Dynasty – serie TV, 1 episodio (2019)
- The Good Fight – serie TV, 2 episodi (2019)
- Only Murders in the Building – serie TV, 2 episodi (2021)

### Doppiatore
- Phineas e Ferb – serie TV, 112 episodi (2008-2012)
- The Replacements - Agenzia sostituzioni – serie TV, 1 episodio (2009)
- Phineas e Ferb: Il film - Nella seconda dimensione (Phineas and Ferb the Movie: Across the 2nd Dimension) – film TV (2011)
- Supercuccioli a caccia di tesori (Treasure Buddies), regia di Robert Vince (2012)
- Sanjay and Craig – serie TV, 56 episodi (2013-2016)
- La legge di Milo Murphy – serie TV, 2 episodi (2017-2019)

## Opere letterarie
- The Best at It, Beltzer + Bray, 2019, ISBN 978-0062866417

## Doppiatori italiani
Nelle versioni italiano delle opere in cui ha recitato, Maulik Pancholy è stato doppiato da:
- Luigi Morville in 30 Rock
- Alex Polidori in Sanjay e Craig
- Marco Barbato in Compagni di università
- Daniele Raffaeli in Only Murders in the Building